# جمیله ماریروس
جمیله ماریروس (انگلیسی: Jamila Marreiros؛ زادهٔ ۳۰ مهٔ ۱۹۸۸) بازیکن فوتبال اهل پرتغال است.
از باشگاه‌هایی که در آن بازی کرده‌است می‌توان به باشگاه فوتبال اسپانیول اشاره کرد.
وی همچنین در تیم ملی فوتبال زنان پرتغال بازی کرده‌است.